# Akira Osako
Akira Osako (大迫 暁 Osako Akira?), född 26 november 1997 i Hyōgo prefektur, är en japansk fotbollsspelare.
Osako började sin karriär 2020 i Azul Claro Numazu.